# Monterufolino
O Monterufolino' ou Cavallino di Monterufoli é uma raça de cavalos de pequeno porte originários da província de Pisa, na Toscana, Itália. Ele é um dos quinze cavalos indígenas de "limitadas distribuição de raças" reconhecida pela AIA, A associação italiana de raças equinas. Ele leva o seu nome de uma antiga fazenda estatal a "Tenuta di Monterufoli", hoje inexistente.

## Ligações Externas
- The Charge at Isbushensky, last cavalry charge in history
- Site da AIA